# 예결밴드
예결밴드는 대한민국의 6인조 퓨전국악밴드이며, 스타케이크이엔티 소속이다. 서도민요 소리꾼 조예결(1997년생)을 중심으로 탄생된 퓨전국악 밴드다.
예결 솔로앨범 [잘 가시려나] 공연활동으로 결성되었으며, 2019년 예결밴드 [놀량(Let's Play)] 앨범 발매로 활발한 활동을 이어 나가고 있다.
국악방송, KBS 국악한마당에서 활발한 방송출연으로 자주 볼 수 있으며, 지난 2020년에는 EBS 스페이스 공감, Mnet 보이스코리아2020 등에 출연하며 대세 국악인 반열에 오르고 있다.
예결밴드 보컬 예결은 2021년 국민건강보험공단 공익광고에도 출연하며 광고계에서도 주목받고 있다. 또한 2022년까지 경기도 시흥시를 대표하는 문화홍보대사로 위촉되었다.

## 발매음반
- 2018년 예결 [잘 가시려나]
- 2019년 예결밴드 [놀량(Let's Play)]
- 2019년 예결밴드 [잘 가셨구나]
- 2020년 예결 [일기장 Part.1]
- 2020년 예결 [화성달]
- 2021년 예결 [스물다섯, 나의 계절]
- 2022년 예결밴드 [뒷산타령]